# Corades chelonis
Corades chelonis är en fjärilsart som beskrevs av Herwitson 1863. Corades chelonis ingår i släktet Corades och familjen praktfjärilar. Inga underarter finns listade i Catalogue of Life.

## Bildgalleri

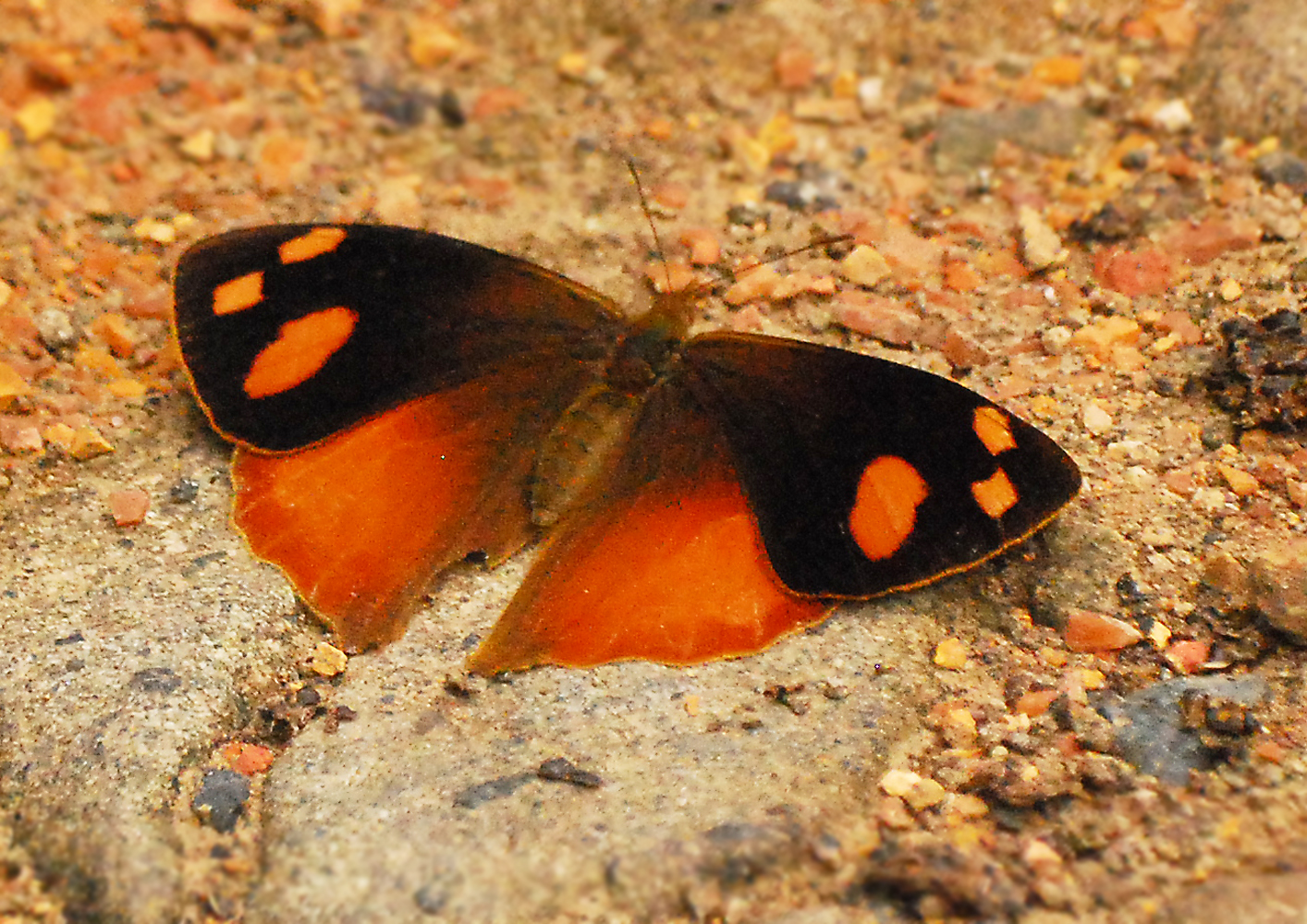
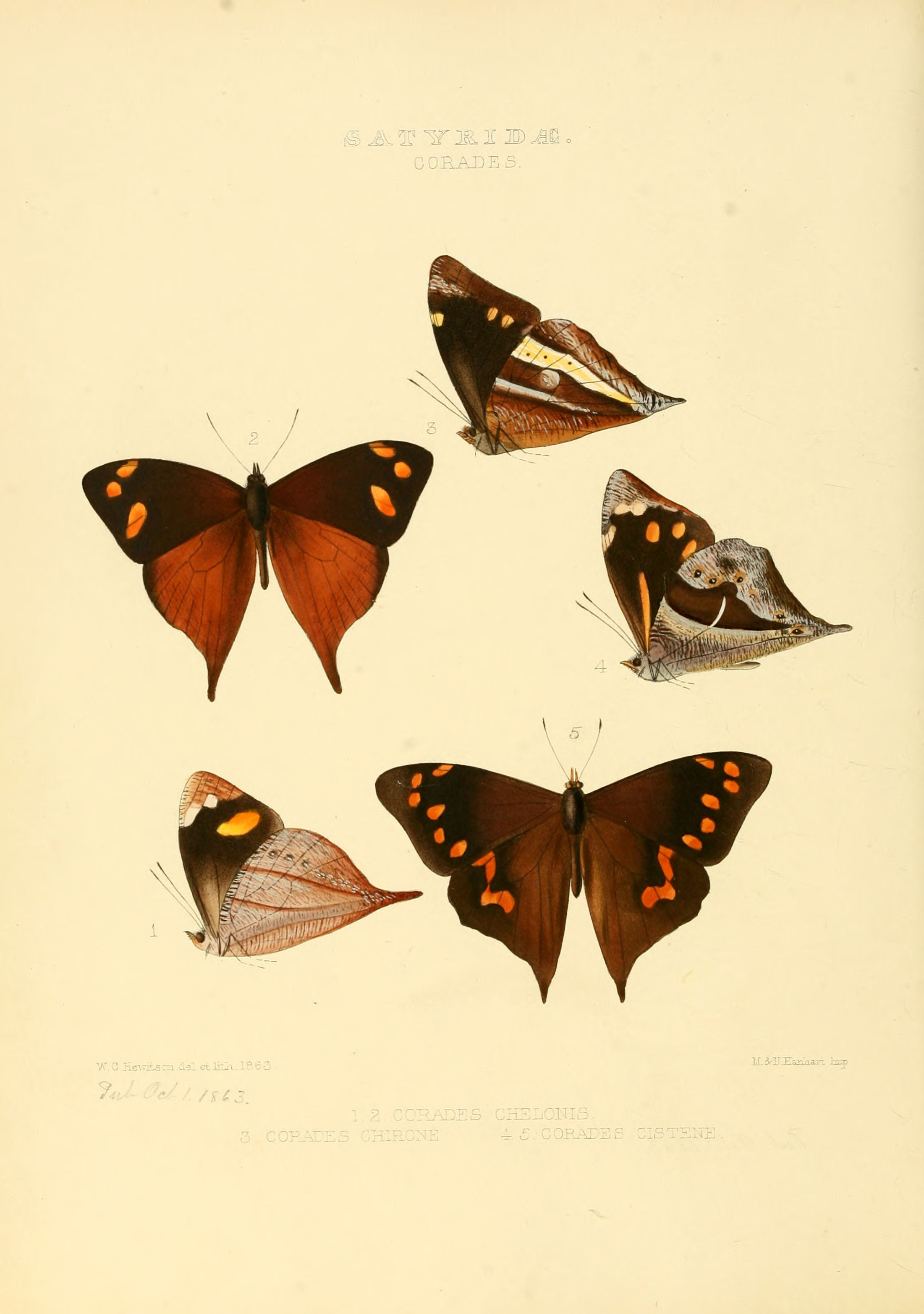